# Stelle principali della costellazione della Colomba
Segue un prospetto delle stelle principali della costellazione della Colomba, elencate per magnitudine decrescente.